# Élections régionales de 1998 en Mecklembourg-Poméranie-Occidentale
Les élections régionales de 1998 en Mecklembourg-Poméranie-Occidentale (en allemand : Landtagswahl in Mecklenburg-Vorpommern 1998) se tiennent le 27 septembre 1998, afin d'élire les 71 députés de la 3e législature du Landtag pour un mandat de quatre ans.
Le scrutin est marqué par la victoire du SPD, qui remporte la majorité relative et devance ainsi la CDU du ministre-président Berndt Seite. Harald Ringstorff accède ensuite au pouvoir à la tête de la première « coalition rouge-rouge » de l'histoire allemande.

## Contexte
Aux élections régionales du 16 octobre 1994, la CDU du ministre-président Berndt Seite confirme sa position de premier parti du Mecklembourg-Poméranie-Occidentale. Réunissant 37,7 % des voix, elle fait élire 30 députés sur 71 à pourvoir.
Le SPD, première force de l'opposition depuis 1990, reste donc à la deuxième place au sein du Landtag avec 29,5 % des suffrages exprimés et 23 élus. Il est suivi du PDS, qui s'adjuge une solide troisième position après avoir rassemblé 22,7 % des voix et 18 parlementaires. Le FDP, membre de la majorité pendant les quatre années précédentes, est lui exclu de l'assemblée après avoir obtenu seulement 3,8 % des exprimés.
Après la direction fédérale du SPD a rejeté la volonté de son chef de file régional Harald Ringstorff de constituer une « coalition rouge-rouge » avec le PDS, Seite assure son maintien au pouvoir. Il forme effectivement une « grande coalition » dans laquelle Ringstorff est ministre de l'Économie et vice-ministre-président.
Seite procède à un important remaniement ministériel en mai 1996. À cette occasion, Ringstorff quitte le cabinet pour reprendre la présidence du groupe parlementaire, tandis que les deux formations au pouvoir s'échangent le ministère de l'Économie et le ministère des Finances.

## Mode de scrutin
Le Landtag est constitué de 71 députés (en allemand : Mitglied des Landtags, MdL), élus pour une législature de quatre ans au suffrage universel direct et suivant le scrutin proportionnel de Hare.
Chaque électeur dispose de deux voix : la première (en allemand : Wahlkreisstimme) lui permet de voter pour un candidat de sa circonscription selon les modalités du scrutin uninominal majoritaire à un tour, le Land comptant un total de 36 circonscriptions ; la seconde voix (en allemand : Landesstimme) lui permet de voter en faveur d'une liste de candidats présentée par un parti au niveau du Land.
Lors du dépouillement, l'intégralité des 71 sièges est répartie à la proportionnelle sur la base des secondes voix uniquement, à condition qu'un parti ait remporté 5 % des voix au niveau du Land ou un mandat uninominal. Si un parti a remporté des mandats au scrutin uninominal, ses sièges sont d'abord pourvus par ceux-ci.
Dans le cas où un parti obtient plus de mandats au scrutin uninominal que la proportionnelle ne lui en attribue, la taille du Landtag est augmentée afin de rétablir la proportionnalité.

## Campagne électorale

### Principaux partis et chefs de file
| Parti | Parti                                                                              | Chef de file                      | Résultat de 1994           |
| ----- | ---------------------------------------------------------------------------------- | --------------------------------- | -------------------------- |
|       | Union chrétienne-démocrate d'Allemagne Christlich Demokratische Union Deutschlands | Berndt Seite (Ministre-président) | 37,7 % des voix 30 députés |
|       | Parti social-démocrate d'Allemagne Sozialdemokratische Partei Deutschlands         | Harald Ringstorff                 | 29,5 % des voix 23 députés |
|       | Parti du socialisme démocratique Partei des Demokratischen Sozialismus             | Helmut Holter                     | 22,7 % des voix 18 députés |

## Résultats

### Voix et sièges
|                                   |                                              |                                              |                  |                  |                  |                  |           |       |        |                  |                  |  |  |  |  |  |
| Partis                            | Partis                                       | Partis                                       | Circonscriptions | Circonscriptions | Circonscriptions | Circonscriptions | Liste     | Liste | Liste  | Total des sièges | Total des sièges |  |  |  |  |  |
| Partis                            | Partis                                       | Partis                                       | Votes            | %                | Sièges           | +/-              | Votes     | %     | Sièges | Sièges           | +/-              |  |  |  |  |  |
|                                   | Parti social-démocrate d'Allemagne (SPD)     | Parti social-démocrate d'Allemagne (SPD)     | 392 774          | 36,57            | 20               | 13               | 371 885   | 34,29 | 7      | 27               | 4                |  |  |  |  |  |
|                                   | Union chrétienne-démocrate d'Allemagne (CDU) | Union chrétienne-démocrate d'Allemagne (CDU) | 346 581          | 32,27            | 14               | 14               | 327 948   | 30,24 | 10     | 24               | 6                |  |  |  |  |  |
|                                   | Parti du socialisme démocratique (PDS)       | Parti du socialisme démocratique (PDS)       | 273 681          | 25,48            | 2                | 1                | 264 299   | 24,37 | 18     | 20               | 2                |  |  |  |  |  |
|                                   | Union populaire allemande (DVU)              | Union populaire allemande (DVU)              | 0                | 0,00             | 0                | en stagnation    | 31 194    | 2,88  | 0      | 0                | en stagnation    |  |  |  |  |  |
|                                   | Alliance 90 / Les Verts (Grünen)             | Alliance 90 / Les Verts (Grünen)             | 22 954           | 2,14             | 0                | en stagnation    | 29 240    | 2,70  | 0      | 0                | en stagnation    |  |  |  |  |  |
|                                   | Parti libéral-démocrate (FDP)                | Parti libéral-démocrate (FDP)                | 20 403           | 1,90             | 0                | en stagnation    | 17 062    | 1,57  | 0      | 0                | en stagnation    |  |  |  |  |  |
|                                   | Initiative Pro D-Mark (Pro DM)               | Initiative Pro D-Mark (Pro DM)               |                  |                  |                  |                  | 15 619    | 1,44  | 0      | 0                | Nv.              |  |  |  |  |  |
|                                   | Parti national-démocrate d'Allemagne (NPD)   | Parti national-démocrate d'Allemagne (NPD)   | 1 346            | 0,13             | 0                | en stagnation    | 11 531    | 1,06  | 0      | 0                | en stagnation    |  |  |  |  |  |
|                                   | Les Républicains (REP)                       | Les Républicains (REP)                       | 4 560            | 0,42             | 0                | en stagnation    | 5 809     | 0,54  | 0      | 0                | en stagnation    |  |  |  |  |  |
|                                   | Autres                                       | Autres                                       | 11 697           | 1,09             | 0                | en stagnation    | 10 024    | 0,92  | 0      | 0                | en stagnation    |  |  |  |  |  |
|                                   |                                              |                                              |                  |                  |                  |                  |           |       |        |                  |                  |  |  |  |  |  |
| Votes valides                     | Votes valides                                | Votes valides                                | 1 073 996        | 96,27            |                  |                  | 1 084 611 | 97,22 |        |                  |                  |  |  |  |  |  |
| Votes blancs et nuls              | Votes blancs et nuls                         | Votes blancs et nuls                         | 41 638           | 3,73             | 31 023           | 2,78             |           |       |        |                  |                  |  |  |  |  |  |
| Total                             | Total                                        | Total                                        | 1 115 634        | 100              | 36               | en stagnation    | 1 115 634 | 100   | 35     | 71               | en stagnation    |  |  |  |  |  |
| Abstentions                       | Abstentions                                  | Abstentions                                  | 288 918          | 27,15            |                  |                  | 288 918   | 27,15 |        |                  |                  |  |  |  |  |  |
| Nombre d'inscrits / participation | Nombre d'inscrits / participation            | Nombre d'inscrits / participation            | 1 404 552        | 79,42            | 1 404 552        | 79,42            |           |       |        |                  |                  |  |  |  |  |  |

### Analyse
Conséquence d'une nouvelle concomitance avec les élections fédérales, la participation connaît une envolée et bondit de six points, frôlant les 80 % des inscrits. Cette nouvelle situation profite au SPD de l'ancien ministre de l'Économie Harald Ringstorff, qui devient le premier parti du Land grâce à une progression de l'ordre de cinq points, et triple son nombre de députés élus au scrutin uninominal. La CDU du ministre-président Berndt Seite est elle clairement défaite, puisqu'elle perd plus de sept points et la moitié de ses mandats de circonscription. Elle est talonnée par le PDS, qui rate de peu d'engranger le soutien d'un quart des exprimés.

### Conséquences
Le 3 novembre 1998, Ringstorff est investi ministre-président à la tête de la première « coalition rouge-rouge » de l'histoire fédérale, dans laquelle Helmut Holter est ministre du Travail et vice-ministre-président. Au cours du vote, il recueille 39 voix favorables, alors que sa majorité en totalise 47.